# ناحیه بای، میشیگان
ناحیه بای (به انگلیسی: Bay Township) یک منطقهٔ مسکونی در ایالات متحده آمریکا است که در شهرستان شارلووی، میشیگان واقع شده‌است.
 ناحیه بای  ۱٬۱۲۲ نفر جمعیت دارد و ۲۵۸ متر بالاتر از سطح دریا واقع شده‌است.